# Parupeneus margaritatus
Parupeneus margaritatus is een straalvinnige vissensoort uit de familie van zeebarbelen (Mullidae). De wetenschappelijke naam van de soort is voor het eerst geldig gepubliceerd in 1984 door Randall & Guézé.